# Munderkingen
Munderkingen je město v Německu, ve spolkové zemi Bádensko-Württembersko, v zemském okrese Alba-Dunaj. Leží na Dunaji přibližně devět kilometrů jihozápadně od Edingenu a jednatřicet kilometrů jihozápadně od Ulmu.
Munderkingen sousedí na severu s městom Ehingen, na východě s obcí Rottenacker, na jihu s obcemi Unterstadion, Emerkingen a Hausen am Bussen, a na západě s obcemi Obermarchtal a Untermarchtal.
První zmínka o městu je z roku 792. Městská práva získal Munderkingen v roce 1230.
Od roku 1870 prochází městem železnice údolím Dunaje. Munderkingenem také prochází Dunajská cyklostezka.

## Partnerská města
- Riedisheim, Francie, 1987